# Olinda Salguero
Olinda Salguero Orellana (Ciudad de Guatemala; 6 de octubre de 1984) es una comunicadora social y activista centroamericana nacida en Guatemala que se ha destacado por su trabajo en pro del desarrollo y la integración de Centroamérica. Es la directora ejecutiva de la Misión Presidencial Latinoamericana, una iniciativa que reúne a expresidentes y ex primeros ministros de América Latina y el Caribe para promover el diálogo, la cooperación y la democracia en la región. También es presidenta de Fundación Esquipulas para la Paz, Democracia, Desarrollo e Integración (Fundaesq), una organización no gubernamental fundada por el expresidente de Guatemala, Vinicio Cerezo, que busca impulsar la agenda de integración centroamericana y contribuir a la solución pacífica de los conflictos. 
Salguero tiene una amplia experiencia en el ámbito regional e internacional. Fue jefa de Gabinete de la Secretaría General del Sistema de la Integración Centroamericana (SICA), de 2017 a 2021, donde coordinó las acciones estratégicas del organismo y apoyó el fortalecimiento institucional del mismo. Posee un máster en Integración regional y Desarrollo por la Universidad Centroamericana (Nicaragua), fue becaria de la Universidad de Georgetown (EE. UU.) para el Global Competitiveness Leadership Program (GCL) y contribuye con la Fundación para el Ecodesarrollo y la Conservación (FUNDAECO). Es licenciada en ciencias de la comunicación por la Universidad Rafael Landívar (Guatemala).

## Premios y reconocimientos
Por su trabajo en pro del desarrollo de la región, Salguero fue reconocida, en julio de 2021, por la Revista FORBES, como una de las 100 mujeres más poderosas de Centroamérica y República Dominicana. En julio de 2022 fue incluida nuevamente en la lista.
.
En noviembre de 2022 fue reconocida como Mujer del año en derechos humanos y paz, en el marco de los She Is Global Awards 2022. 